# Protoplanetni disk
Protoplanetarni disk je nebesko tijelo ili točnije sustav protozvijezde i pripadajućih joj protoplaneta u nastajanju. Nije točno utvrđeno ima li svaka protozvijezda obavezno i protoplanete ili može nastati i zvijezda bez planeta koji je okružuju ili zvijezda s prstenom sitnijeg materijala koji nikad ne formira nijedan planet, te naposljetku bude solarnim vjetrom i solarnim zračenjem odgurnut u svemir.
Nastanak protozvijezda i protosustava obično potiče supernova ili drugi siloviti svemirski događaj u blizini, koji proizvede dovoljno energije da bi udarni valovi koji pritom nastanu komprimirali međuzvjezdanu prašinu u dovoljnoj mjeri da nastanu gravitacijske (a možda i još neke druge) sile, koje potom privuku okolnu materiju u takav sustav, te se on onda nastavi komprimirati i formirati u "pravi" sunčev sustav.

## Oblik
Protoplanetarni sustav je obično u početku kuglastog oblika, a potom u obliku diska koji se vrti oko najgušće centralne točke u središtu, te se materija od koje se sastoji postupno nakupi i naposljetku formira zvijezdu/sunce u središtu i planete u orbitama oko njega.